# Bacampicilina
Bacampicilina é um fármaco utilizado pela medicina como antibiótico. Pertence ao grupo dos beta-lactâmicos, é uma pró-droga que depois de hidrólise transforma-se em ampicilina.